# Wereldtentoonstelling van 1933

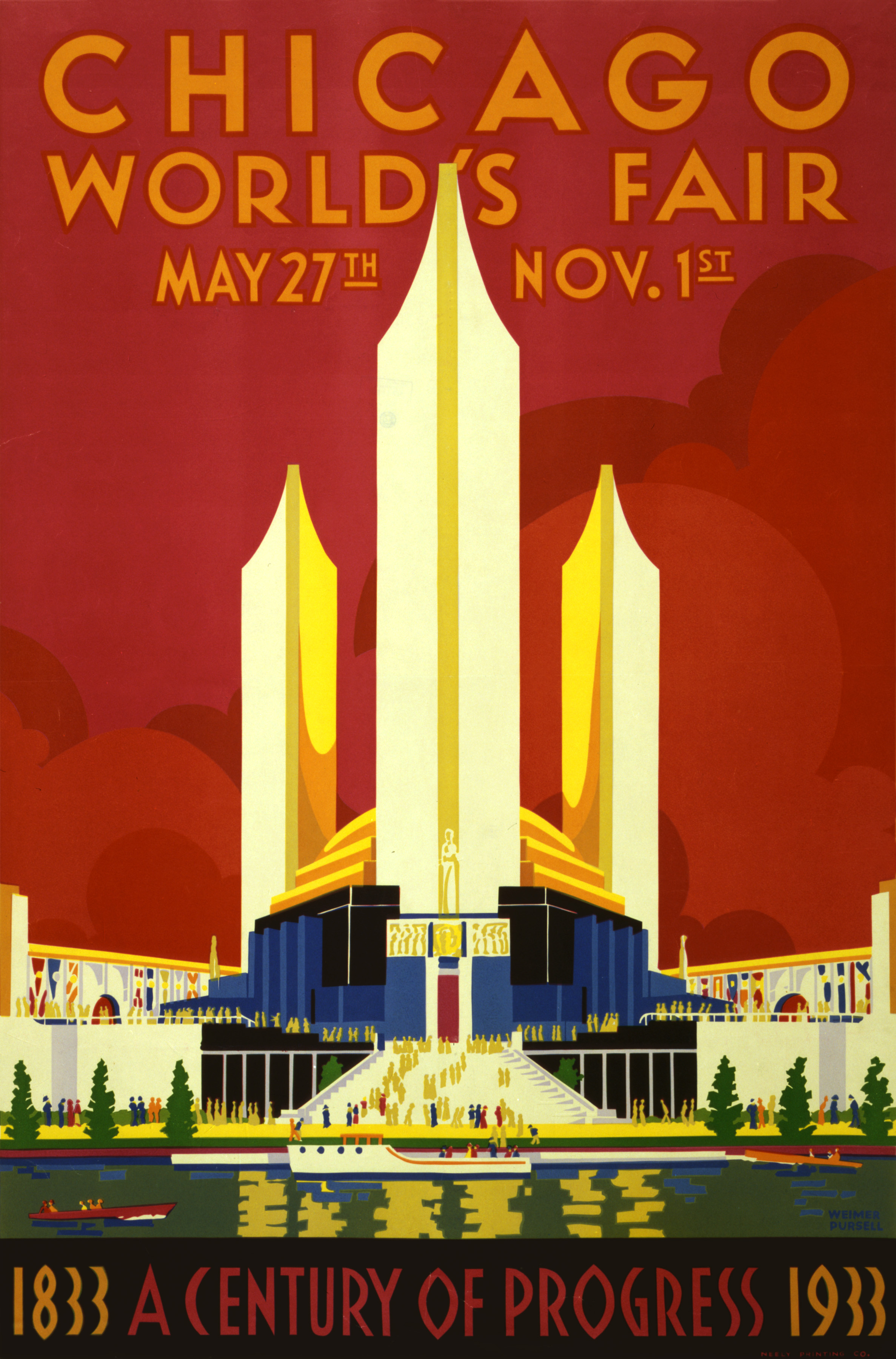
Affiche in art decostijl

De wereldtentoonstelling van 1933 werd gehouden in de Amerikaanse Chicago in twee perioden:
- van 27 mei tot en met 12 november 1933 (ruim 22 miljoen bezoekers),
- en wegens succes geprolongeerd: van 1 juni tot en met 31 oktober 1934 (ruim 16 miljoen bezoekers).

Het Bureau International des Expositions heeft de tentoonstelling erkend als de 22e universele wereldtentoonstelling.
De wereldtentoonstelling was gekoppeld aan de viering van het 100-jarig bestaan van Chicago onder de naam A Century of Progress, 1833-1933. Het motto van de wereldtentoonstelling was: Science Finds, Industry Applies, Man Adapts.
Dit was de tweede wereldtentoonstelling in Chicago, na de World's Columbian Exposition in 1893.
De tentoonstelling werd gehouden vijf kilometer noordelijker dan in 1893, aan de oevers van Lake Michigan en op een kunstmatig eiland dat met drie bruggen verbonden was aan het vasteland.
De tentoonstellingsruimte was 172 hectare.
Een hoogtepunt van de tentoonstelling was het bezoek van de Duitse luchtschip LZ127 "Graf Zeppelin" in oktober 1933.